# Reese Hoffa

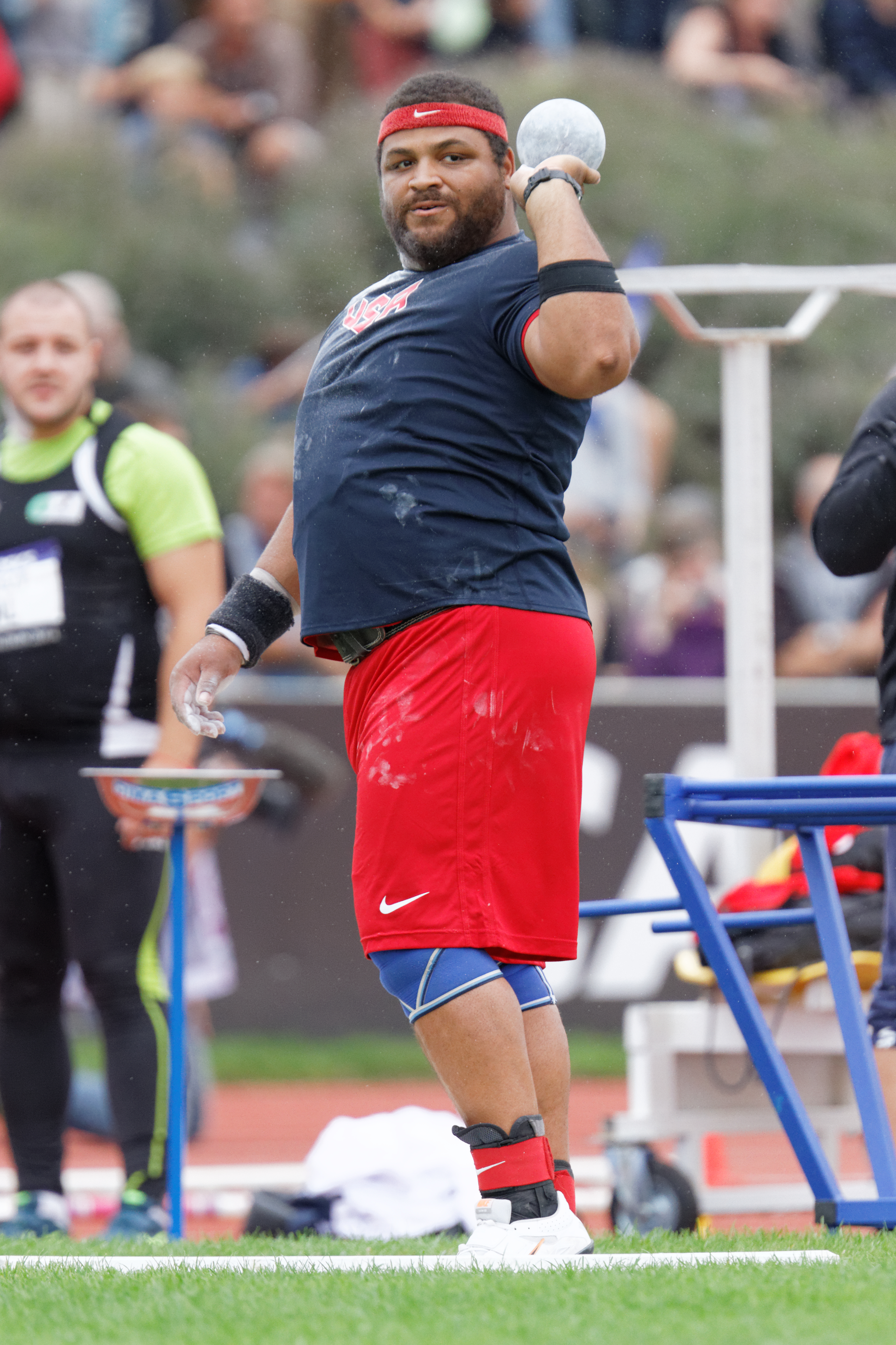
Reese Hoffa (2014)

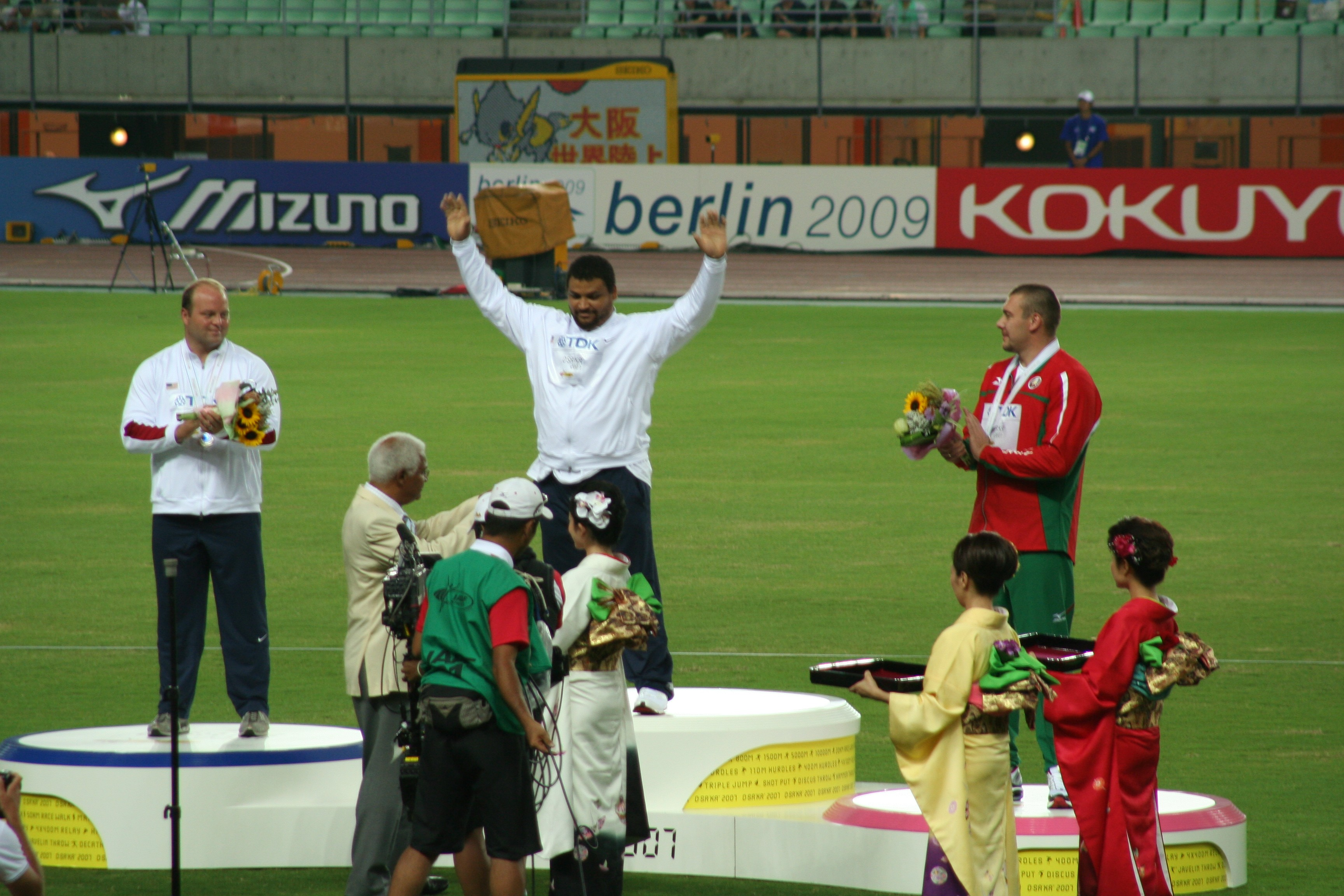
Sieger in Osaka 2007

Reese Hoffa (* 8. Oktober 1977 in Evans, Georgia als Maurice Antawn Chism) ist ein US-amerikanischer Kugelstoßer. Er war 2007 Weltmeister.
Hoffa wurde kurz vor seinem fünften Geburtstag adoptiert. Er lebte bis zum Alter von sechs Jahren in Kentucky und zog dann nach Augusta. Nach seinem High-School-Abschluss besuchte er die University of Georgia und begann dort mit dem Kugelstoßen, das Studium schloss er 2001 ab.
Sein erster großer internationaler Erfolg war der Gewinn der Silbermedaille bei den Hallenweltmeisterschaften 2004 in Budapest. Bei den Olympischen Spielen in Athen schied er allerdings in der Qualifikation aus.
Zwei Jahre später holte er mit persönlicher Hallenbestleistung von 22,11 m den Titel bei den Hallenweltmeisterschaften in Moskau. Auch bei den Weltmeisterschaften 2007 in Osaka gewann er mit einer Weite von 22,04 m die Goldmedaille. Im selben Jahr erzielte er mit 22,43 m seine Bestweite.
2008 gewann Hoffa bei den Hallenweltmeisterschaften die Silbermedaille. Als Sieger bei den US-Ausscheidungskämpfen war er ein großer Favorit für die Olympischen Spiele in Peking, wo er mit 20,53 m allerdings nur Siebter wurde. Bei den Weltmeisterschaften 2009 wurde er Vierter und 2011 Fünfter.
2012 erreichte Hoffa bei den Hallenweltmeisterschaften den vierten Platz. Im Freien war er Teilnehmer der Olympischen Spiele von London, wo er die Bronzemedaille erkämpfte.
Reese Hoffa hat bei einer Größe von 1,82 m ein Wettkampfgewicht von 133 kg. Er ist verheiratet und lebt in Athens in Georgia. Hoffa stößt mit der Drehstoßtechnik. 